# Juliana Pasha
Juliana Pasha est une chanteuse albanaise née à Tirana le 20 mai 1980.

## Biographie
Elle a représenté l'Albanie au Concours Eurovision de la chanson en 2010 avec la chanson « It's All About You » (« Tout tourne autour de toi »), composée par Pirro Çako. Elle a été sélectionnée lors de la 1re demi-finale qui s'est tenue le 25 mai 2010 à Oslo. Elle permet donc à l'Albanie d'accéder à la finale du concours.
Elle a remporté le concours de sélection avec la chanson « Nuk Mundem Pa Ty » (« Je ne peux pas sans toi »). 
Elle avait tenté les sélections pour l'Eurovision les deux années précédentes en terminant respectivement 3e et 2e. Lors de la finale du concours qui s'est tenue le 29 mai 2010, malgré le fait qu'elle faisait partie des grands favoris du concours, elle a obtenu 62 points et décroché la 16e place sur 25 concurrents. La presse raconte qu'avec « son titre très pop », elle a « mis le feu à la salle ».